# Arisering

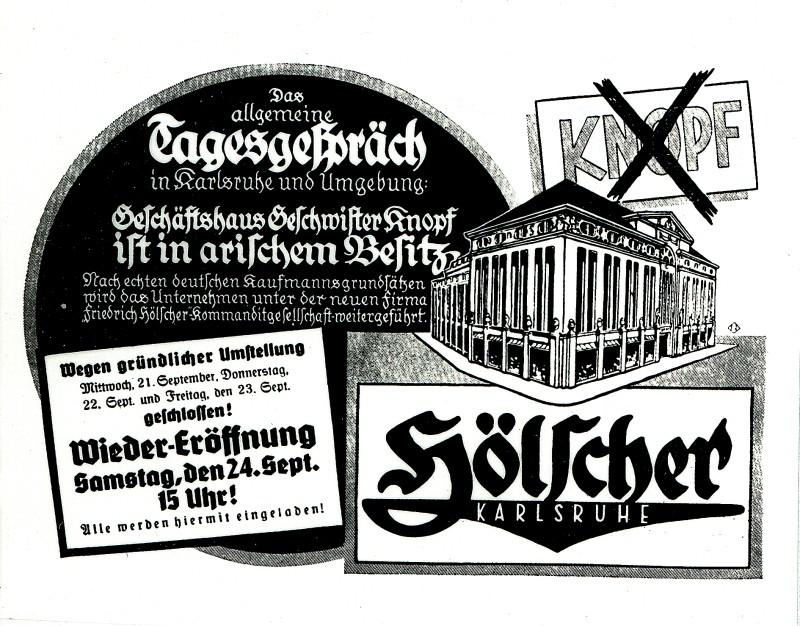
Annons i tidningen Der Führer 1938; ett varuhus i Karlsruhe tillkännager att det tidigare judiska handelshuset Knopf (överstruket) återinvigs, nu i "ariska" händer hos den nye ägaren Hölscher.

Arisering (tyska Arisierung) är en term som användes i Nazityskland och tyskockuperade länder om konfiskering och expropriation av judisk egendom och dess överföring i ”arisk” ägo. Termen kommer ur den nazistiska ideologin som hävdade att det finns en överlägsen germansk "arisk ras" som judarna inte tillhör. I vidare bemärkelse innebar arisering elimineringen av judar från samhällets alla områden. Under 1930-talet infördes i det nazistiska Tyskland lagar som förbjöd judar att praktisera sina yrken, driva sina affärer och tilldelade dem ett särskilt medborgarskap med begränsade rättigheter.
Rent tekniskt mer eller mindre tvingade myndigheterna judiska företag att sälja till underpris, ofta kopplat till ett utresetillstånd. Enligt dåtida tysk lag skedde inget oegentligt, eftersom kontrakt upprättades med hjälp av advokat - något som senare gjorde rättprocesserna mycket utdragna.
Nazitysklands ariseringspolitik berörde även länder som tyskarna bedrev affärer med, däribland Sverige. Bland annat framfördes krav på att svenska företag som handlade med Tyskland inte skulle ha judiska ägare eller medarbetare. Svenska historiker har under 2000-talet fördjupat sig i ämnet och publicerat artiklar och böcker om svenska företagares och politikers agerande inför dessa krav.